# Medzi bormi
Medzi bormi je přírodní rezervace v katastrálním území obce Zuberec v okrese Tvrdošín v Žilinském kraji na Slovensku. Území bylo vyhlášeno v roce 1980 a jeho rozloha je 6,55 hektaru. Předmětem ochrany je rašeliništní společenstvo vrchovištního typu.